# La bella y las bestias
La bella y las bestias é uma série de televisão em língua espanhola que segue a vida de Isabela León, uma mulher bonita e trabalhadora que regressa ao México com um objetivo: encontrar os responsáveis pelo assassinato dos seus pais há anos. É produzida pela W Studios e Lemons Films para a Univision e a Televisa e estreou a 12 de junho de 2018, terminando a 10 de setembro de 2018. É uma série original criada e desenvolvida por Juan Camilo Ferrand que consiste em oitenta episódios. É protagonizada por Esmeralda Pimentel e Osvaldo Benavides.

## Elenco
Osvaldo Benavides como Juan Pablo;
Esmeralda Pimentel como Isabela León;
Arturo Barba como Emanuel Espitia;
Macarena Achaga como Emilia Quintero;
Ari Telch  como Armando Quintero;
Leticia Hujiara como Gloria Quintero;
Alejandro Ávila como Enrique León;
Cassandra Sánches-Navaro como Penélope Zapata;
Sebastián Martínez como Antonio José Ramos;
Aylín Mujica como Estela González;
Jauma Mateu como Simón;
Jorge Alberti como Mike;
Elizabeth Minotta como Andrea;
Sofía Blanchet como Veronica;
Victor Civeira como Ricardo;
Ivana De Maria como Marcia Vega;
David Palacio como Daniel Vega;
Diana Golden como a tia de Susana
Nataly Umana como {?};
Claudia Troyo como {?};
Luis Romano como Felipe;
Jessica Diaz como Maria;
Lorena Meritano como Sra. León;
Raúl Olivo como Jorge;
Anai Urrego como {?};
Sebástián Ferrat como Ignacio Vega;
Fransisco de La O como Horácio;
Jéssica Más Negrón como Isadora;
Alejandro Durán como Norman;
Guillermo Quintanilla como Abelardo Zea;
Fermín Martínez como Ernesto.